# Eric Schmitt
Eric Stephen Schmitt (Bridgeton, Misuri; 20 de junio de 1975) es un abogado y político estadounidense, actual senador de los Estados Unidos por Misuri desde enero de 2023, anteriormente fue fiscal general de Misuri desde 2019 a 2023. Anteriormente se desempeñó como el tesorero de Misuri de 2017 a 2019. 
Antes de eso, fue miembro del Senado de Misuri, en representación del distrito 15 de 2009 a 2017. También se había desempeñado anteriormente como concejal de Glendale, Misuri, de 2005 a 2008, donde fue uno de los dos concejales del Distrito 3.

## Carrera política
El 13 de noviembre de 2018, Schmitt fue nombrado fiscal general de Misuri por el gobernador Mike Parson, luego de que el titular, Josh Hawley, fuera elegido para el Senado de los Estados Unidos. El 3 de noviembre de 2020, Schmitt fue elegido para cumplir un mandato completo de cuatro años como fiscal general de Misuri. En marzo de 2021, anunció su candidatura a senador de los Estados Unidos por Misuri en 2022.
Como Fiscal General de Misuri, Schmitt ha presentado demandas para que los tribunales invaliden la Ley del Cuidado de Salud a Bajo Precio, demandó a distritos escolares y municipios por implementar requisitos de máscaras durante la pandemia de COVID-19, demandó a la administración Biden por sus políticas ambientales y firmó un amicus curiae que argumentaba que las personas LGBT no estaban protegidas por las prohibiciones de discriminación en el lugar de trabajo. Presentó una demanda contra el manejo de la pandemia por parte de China, convirtiendo a Misuri en el primer estado de Estados Unidos en hacerlo. Después de que Joe Biden ganó las elecciones presidenciales de 2020 y Donald Trump se negó a ceder, Schmitt se unió a otros republicanos para denunciar fraude y apoyó las demandas para invalidar los resultados de las elecciones de 2020.